# Лит (город в Германии)
Лит (нем. Lieth) — община в Германии, в земле Шлезвиг-Гольштейн.
Входит в состав района Дитмаршен. Подчиняется управлению КЛьГ Хайде-Ланд. Население составляет 394 человека (на 31 декабря 2010 года). Занимает площадь 4,66 км².